# Iznajditelj (mladinska povest)
Iznajditelj je mladinska povest pisatelja Janeza Švajncerja. Izšla je leta 1959, pri založbi Mladinska knjiga. 
Glavni osebi mladinske povesti sta Bruno in Hanzek. Bruno je bil sin nadučitelja, Hanzek pa je sin čevljarja. Stanovala sta v šoli. Bruno je s starši živel v pritličju, Hanzek pa s svojimi starši v kleti. Hanzekova mati je čistila šolo in skrbela da so bile učilnice vedno tople. Čeprav sta bila Bruno in Hanzek dobra prijatelja, se je med njima vedno videla socialna razlika. Bruno je bil vedno bogatejši od Hanzeka.